# HMAS Quickmatch (G92)
Le HMAS Quickmatch (G92/D21/D292/F04) est un destroyer de classe Q en service dans la Royal Australian Navy pendant la Seconde Guerre mondiale.
Construit pendant Seconde Guerre mondiale dans le cadre du programme d'urgence de guerre des destroyers, le Quickmatch est mis sur cale le 6 février 1941 aux chantiers navals J. Samuel White de Cowes, sur l'île de Wight. Il est lancé le 11 avril 1942 et mis en service le 14 septembre 1942, sous le commandement du lieutenant commander Rodney Rhoades.

## Historique

### Seconde Guerre mondiale
À partir d'octobre 1942, le Quickmatch opère en tant que navire d'escorte de convoi dans les eaux britanniques, dans l'Atlantique Sud, puis dans l'océan Indien. Alors qu'il se trouve dans l'océan Indien, le navire est affecté à une force dédiée à la couverture des convois entre le golfe d'Aden et l'Inde. En mai 1944, le destroyer rejoint l'Eastern Fleet. Peu de temps après, le destroyer fait partie de la Task Force 65 commandée par James Somerville au cours de l'opération Transom, un raid aérien sur Surabaya. Ce rôle lui est de nouveau confié lors de l'opération Crimson en juillet 1944. Après le bombardement principal, les Tromp, Quality, Quickmatch et Quilliam, sous les ordres du capitaine Richard Onslow, entrèrent dans le port de Sabang et bombardèrent des positions japonaises. L'artillerie côtière endommagea la plupart des navires excepté le Quickmatch, causant quelques blessés et tuant un correspondant de guerre.
En octobre, il arrive en Australie pour une refonte, s'ensuivent des patrouilles dans les eaux australiennes jusqu'en mars 1945, date à laquelle il est réaffecté dans la British Pacific Fleet. Il prend part avec cette force à des opérations d'appui pour la bataille d'Okinawa et à des attaques sur des îles proches de l'archipel japonais.
Le navire reçut six honneurs de bataille pour son service militaire : « English Channel 1942 », « Atlantic 1943 », « Indian Ocean 1943-1944 », « Sabang 1944 », « Pacific 1944-1945 » et « Okinawa 1945 »,.

### Après-guerre et reconversion
Au cours des années suivantes, le Quickmatch effectue plusieurs déploiements dans les eaux japonaises et coréennes, passant le reste de son temps en Australie. Le 15 mai 1950, il est placé en forme de radoub pour une reconversion en frégate de lutte anti-sous-marine au chantier naval de Williamstown à Victoria. Il est remis en service le 23 septembre 1955 et déployé à Singapour dans le cadre de la contribution de l'Australie à la « Far East Strategic Reserve » (une force militaire conjointe des forces armées britanniques, australiennes et néo-zélandaises). En 1957, le Quickmatch soutient les forces du Commonwealth britannique déployées au cours de l'insurrection communiste malaise, action pour lequel il reçut son septième honneur de bataille, « Malaya 1957 »,.
Le 10 novembre 1960, le Quickmatch sauve l'équipage d'un prao indonésien dont les moteurs étaient tombés en panne près de Singapour.
Le Quickmatch effectue diverses missions anodines jusqu’à sa mise en réserve à Williamstown le 26 avril 1963. Il sert ensuite de navire d’hébergement avant d'être vendu pour démolition à la société Fujita Salvage Company Limited d’Osaka, au Japon, le 15 février 1972.